# 倉谷友也
倉谷 友也（くらたに ともや、2月1日 - ）は、日本の漫画家。2001年に『まほろ妖霊記』で第49回小学館新人コミック大賞児童部門佳作を受賞。2002年『Mr.ハーメルン』で『別冊コロコロコミック』にデビュー。代表作は『D・M激王伝ゲット』、『爆球Hit! クラッシュビーダマン』。漫画家のじゅきあきら・T・は姉。

## 作品

### 連載
- D・M激王伝ゲット（小学館『別冊コロコロコミック』2003年12月号 - 2005年8月号）
- 爆球Hit! クラッシュビーダマン（小学館『月刊コロコロコミック』2006年1月号 - 2007年3月号）
- 〜サッカー伝説!!〜 デビルフットボールキングダム（小学館『別冊コロコロコミック』2009年6月号 - 2010年12月号）
- ペケまるクイズ（小学館『別冊コロコロコミック』2017年4月号、12月号 - 2018年4月号）

### 読み切り
- Mr.ハーメルン（小学館『別冊コロコロコミック』2002年8月号）
- しりとり戦士MONJI（小学館『別冊コロコロコミック』2003年10月号）
- ゲキテニ!!!!（小学館『別冊コロコロコミック』2013年6月号、8月号）
- トモダチパス（小学館、コロコロ公式サイトWEB限定まんが劇場、2015年）

### その他
- デュエル・マスターズ パーフェクト ルール BOOK（小学館、2014年）